# Pachybrachis immaculatus
Pachybrachis immaculatus är en skalbaggsart som beskrevs av Martin Jacoby 1889. Pachybrachis immaculatus ingår i släktet Pachybrachis och familjen bladbaggar. Inga underarter finns listade i Catalogue of Life.